# Vrin
Vrin is een plaats en voormalige gemeente in het Zwitserse kanton Graubünden, behorend tot de gemeente Lumnezia. Vrin telt 242 inwoners en vormde tot eind 2012 een afzonderlijke gemeente.

## Geschiedenis
Vrin is op 1 januari 2013 gefuseerd met Cumbel, Degen, Lumbrein, Morissen, Suraua, Vignogn en Vella tot de gemeente Lumnezia.
- Historisch woordenboek van Zwitserland: 001464
- Library of Congress Control Number: n2004006206
- Nationale Bibliotheek van Israël: 987007469842905171
- Virtual International Authority File: 138576711
- WorldCat: E39PBJvmG3qqbBwjpVT347GGpP